# Радулович-Топузанович Володимир Митрофанович
Володимир Митрофанович Радулович-Топузанович (5 червня 1860 — †?) — полковник Армії УНР.

## Життєпис
Народився у м. Аккерман Бессарабської області. Закінчив Оренбурзький Неплюєвський кадетський корпус, 3-тє Олександрівське військове училище (1880), Офіцерську артилерійську школу (1904). Служив у 6-й резервовій, 74-й артилерійських бригадах та у 3-й Східносибірській стрілецькій артилерійській бригаді, в складі якої брав участь у Російсько-японській війні.
Згодом служив у 33-й, 6-й артилерійських бригадах та у 21-му мортирному артилерійському дивізіоні. З 1 грудня 1912 р. — полковник. З 28 жовтня 1914 р. — командир 15-го мортирного артилерійського дивізіону. З 25 квітня 1917 р. — начальник 6-ї артилерійської бригади. Останнє звання у російській армії — полковник. 10 лютого 1918 р. — демобілізувався з російської армії.
З 10 червня 1918 р. — у резерві чинів головного артилерійського управління Армії Української Держави. З 6 липня 1918 р. — помічник начальника рушничної частини ГАУ Армії Української Держави. З 22 жовтня 1918 р. — начальник 5-го збірно-рушничного відділу ГАУ Армії Української Держави.
З 16 лютого 1919 р. перебував поза штатом ГАУ Дієвої армії УНР. Станом на 31 серпня 1919 р. — начальник збройного та хімічного відділу ГАУ Дієвої армії УНР. З 16 листопада 1919 р. — у резерві старшин ГАУ 3 25 квітня 1920 р. — т. в. о. начальника вогне-хімічного відділу артилерійської управи Військового міністерства УНР.
У листопаді 1923 р. прибув до Української СРР. У 20-х рр. жив у Києві.
Подальша доля невідома.